# Jukka Tapanimäki
Jukka Tapanimäki (11 de agosto de 1961 – 1.º de maio de 2000) foi um desenvolvedor e programador de jogos de computador finlandês, que ficou conhecido por suas colaborações no final da década de 1980.
Nascido em Tampere, Tapanimäki desenvolveu principalmente jogos para o Commodore 64 e também trabalhou como revisor de jogos eletrônicos para as revistas Mikrobitti e C e como redator de artigos de programação. Em 1990, publicou o livro C-64 Pelintekijän Opas, (em tradução para o português: Guia do Criador de Jogo de C-64). Em sua carreira, lançou comercialmente quatro jogos eletrônicos: Octapolis (1987), Netherworld (1988), Zamzara (1988) e Moonfall (1991). Faleceu em 2000.
Tapanimäki é considerado como um dos pioneiros no desenvolvimento de jogos eletrônicos comerciais e um dos críticos de jogos eletrônicos mais experientes da Finlândia.